# Lioba Winterhalder
Lioba Winterhalder (* 10. März 1945 in Wolfen; † 13. September 2012 in Düsseldorf) war eine deutsche Bühnen- und Kostümbildnerin, die mit vielen bekannten Regisseuren des deutschen und internationalen Theaters zusammengearbeitet hat.

## Leben und Werk
Die in der Stadt Wolfen in Sachsen-Anhalt geborene Künstlerin aus der Familie des Portraitmalers Franz Xaver Winterhalter wuchs in Augsburg auf. Mit 17 Jahren gestaltete sie ihr erstes Bühnenbild an der Augsburger Puppenkiste. Nach dem Studium und einem ersten Engagement in Essen assistierte sie im Alter von 23 Jahren dem Bühnenbildner André Acquart (1922–2016) am Théâtre de Paris und arbeitete mit Regisseuren wie Roger Blin oder Jean-Louis Barrault am Théâtre National de l’Odéon. Einer ihrer künstlerischen Höhepunkte war die Mitarbeit an der Aufführung Die Wände von Jean Genet, erstmals 1966 in Frankreich unter der Regie von Blin aufgeführt. Bis Ende 1969 arbeitete sie als selbstständige Kostümbildnerin an verschiedenen Bühnen in Paris sowie an den Opernhäusern von Lyon, Amsterdam und Lissabon.
Ende 1969 wurde Winterhalder Ausstattungsleiterin an den Düsseldorfer Kammerspielen, damals noch im Carsch-Haus untergebracht, und verlegte ihren Wohnsitz nach Düsseldorf. 1971, in der letzten Spielzeit des Generalintendanten Karl-Heinz Stroux am Düsseldorfer Schauspielhaus, entwarf sie Bühne und Kostüme für Peter Handkes Ritt über den Bodensee. Unter der Intendanz von Günther Beelitz am Schauspielhaus folgten viele weitere Arbeiten, darunter 1981 die Uraufführung des Theaterstücks Merlin oder Das wüste Land von Tankred Dorst unter der Regie von Jaroslav Chundela, mit zirka 250 Kostümen. Für die Inszenierung der Minna von Barnhelm unter Regie von Volker Hesse am Schauspielhaus Düsseldorf fertigte Winterhalder 1980 die Kostüme. Die Arbeit setzte sich während der Intendanz von Volker Canaris fort. Zeitgleich wurde sie 1974 von Peter Zadek nach Bochum engagiert. Dort arbeitete sie für Regisseure wie Jiří Menzel, Jürgen Flimm, Rosa von Praunheim, Zadek selbst und vielen anderen.
In den 1980er Jahren wurde sie vom Festival dei Due Mondi in Spoleto für die Oper Der fliegende Holländer, von der De Nationale Opera in Amsterdam für die Oper Faust von Ferruccio Busoni engagiert. Auch stattete sie mehrere Inszenierungen des RO Theater in Rotterdam aus, darunter 1980/1981 in Zusammenarbeit mit dem belgischen Regisseur Franz Marijnen zu Ein Sommernachtstraum von Shakespeare.
In den 1990er Jahren folgten Kostümbilder für Inszenierungen in München, Berlin Wuppertal und Düsseldorf sowie Engagements als Filmarchitektin und Kostümbildnerin für deutsche und internationale Film- und Fernsehproduktionen, und sie war seit 1999 an der Internationalen Filmschule Köln als Dozentin im Fachbereich Kostümbild tätig.
In der Inszenierung im Jahre 2004 von Friedrich Meyer-Oertel zu Prokofjews Die Liebe zu den drei Orangen in Darmstadt hatte Lioba Winterhalder „die Hauptfiguren in so fantastische neue Kleider gesteckt, dass man sich in der mit Pause etwa zweieinhalb Stunden dauernden Aufführung nicht satt daran sehen [konnte].“ (Heinz Zietsch: Darmstädter Echo vom 28. Juni 2004)
Lioba Winterhalder war Mitglied des Bund der Szenefotografen und zeigte im Dezember 2005 ihre Figurinen, Zeichnungen und Kostüme in der Galerie Lattemann in Darmstadt. Die Einführung zu ihrer Ausstellung „Zauber der Verwandlung“ gab Meyer-Oertel. Im selben Jahr entwarf sie Kostüme für die große Oper Teatr Wielki in Łódź.
Mit Tanz ums goldene Selbst, eine theatrale Gerichtsreportage unter Verwendung von Stanislaw Lems Hörspiel Gibt es Sie, Mister Johns? und der Gerichtsszene aus Der Kaufmann von Venedig von William Shakespeare, stellte sie 2008 ihre erste Regiearbeit am Forum Freies Theater (FFT Kammerspiele) in Düsseldorf vor.
Winterhalders Stil zeichnete sich durch farbenprächtige, opulente Fantasie-Kostüme mit surrealer Anmutung aus. Beispiele dafür sind etwa der Drache in der Oper Alcina, der Oberon als Rocker mit Elfenflügeln in Ein Sommernachtstraum oder ein Cyborg mit aus dem Kopf quellenden Kabeln in der Eigenproduktion Tanz ums goldene Selbst. Das Theatermuseum Düsseldorf zeigte 2008 in der Ausstellung „FacettenReich“ ihre Entwürfe und zahlreiche Kostüme. Das Theatermuseum bewahrt in seinen Sammlungen die Erinnerung an ihr künstlerisches Schaffen.

## Ehrung
- 1973: „Förderpreis für Bildende Kunst“ der Stadt Düsseldorf für ihre bühnenbildnerische Arbeit, u. a. für die Ausstattung der Heinrich-Heine-Revue an den „Kammerspielen“.[15]

## Nachweise
1. ↑  Traueranzeige Lioba Winterhalder, Rheinische Post vom 22. September 2012, abgerufen am 30. Juni 2016
2. ↑  Lioba Winterhalder, Kurzbiografie, auf emuseum.duesseldorf.de
3. ↑  Besonderes Flair – Rhein-Bote verlost drei Exemplare „Düsseldorf-Oberkassel – Innenansichten“. Die Kostüm- und Bühnenbildnerin, eine Ur-Ur-Urgroßnichte des Portraitmalers Franz Xaver Winterhalter, ist einen Tag vor Erscheinen des Buches verstorben. Auf lokalkompass.de, abgerufen am 30. Juni 2016.
4. ↑  „Merlin oder Das wüste Land“, von Tankred Dorst, Uraufführung am 24. Oktober 1981 am Düsseldorfer Schauspielhaus, Generalintendat: Günter Beelitz, Kostüme: Lioba Winterhalder. Auf muelheim-ruhr.de, abgerufen am 30. Juni 2016.
5. ↑  Minna von Barnhelm, Düsseldorfer Schauspielhaus (Grosses Haus), 1980/1981, Regie: Volker Hesse; Ausstattung: Lioba Winterhalder (1945–2012) mit Abbildungen Kostümentwürfe, auf deutsche-digitale-bibliothek.de, abgerufen am 30. Juni 2016.
6. ↑  1980-1981: „Een Midzomernachtsdroom“ (William Shakespeare). Vertaling: Cees Buddingh’. Regie: Franz Marijnen. Decorontwerp: Peter de Kimpe en Franz Marijnen. Kostuumontwerp: Lioba Winterhalder. Lichtontwerp: Steve Kemp, S. 61 / „Kritisch Theater Lexicon“. Vom 18 September 2002 (niederländisch) (Memento vom 26. März 2016 im Internet Archive)
7. ↑  Bernarda Albas Haus, 1989 Bernarda Albas Haus, Freie Volksbühne Berlin. Regie: Werner Heinrichmöller, Kostümbild: Lioba Winterhalder.
8. ↑  Dozenten: Winterhalder (Memento vom 30. Juni 2016 im Internet Archive), auf filmschule.de, abgerufen am 30. Juni 2016.
9. ↑  Darmstadt, Friedrich Meyer-Oertels inszeniert „Die Liebe zu den drei Orangen“ in Darmstadt. Oper wie aus dem Bilderbuch – Glänzender Abschied. Rezensionen zu Liebe zu den drei Orangen. Abgerufen am 30. Juni 2016
10. ↑  In der Galerie Lattemann Kunst unserer Zeit Ausstellung „Zauber der Verwandlung“, Darmstadt. Unser Mitglied Lioba Winterhalder, Bühnen-, Szenen- und Kostümbildnerin aus Düsseldorf, stellt aus., auf szenografen-bund.de, abgerufen am 30. Juni 2016.
11. ↑  „Tanz ums goldene Selbst“. Regie, Ausstattung, Textfassung: Lioba Winterhalder (Memento vom 30. Juni 2016 im Internet Archive), auf forum-freies-theater.de, abgerufen am 30. Juni 2016.
12. ↑  Uraufführung Januar 2008, Lioba Winterharter, „Tanz ums goldene Selbst“ (PDF), auf gegenargumente.com, abgerufen am 30. Juni 2016.
13. ↑  Theatermuseum zeigt Lioba Winterhalders Entwürfe für die Bühne. Mit Abbildung Entwurf, Ausstellung vom 1. Juni bis 5. Oktober 2008, auf musenblaetter.de, abgerufen am 30. Juni 2016.
14. ↑  Ausstellung: Unter dem Kostüm-Reifrock gieren die Monster. Auf Westdeutsche Zeitung, vom 5. Juni 2008.
15. ↑  Förderpreis für Bildende Kunst, Alle Preisträger/-innen seit 1972, auf Webseite des Kulturamts der Stadt Düsseldorf.

| Personendaten    | Personendaten                        |
| ---------------- | ------------------------------------ |
| NAME             | Winterhalder, Lioba                  |
| KURZBESCHREIBUNG | deutsche Bühnen- und Kostümbildnerin |
| GEBURTSDATUM     | 10. März 1945                        |
| GEBURTSORT       | Wolfen                               |
| STERBEDATUM      | 13. September 2012                   |
| STERBEORT        | Düsseldorf                           |